# Jules Dumont d’Urville
Jules-Sébastien-César Dumont d’Urville (ur. 23 maja 1790 w Condé-sur-Noireau w Normandii, zm. 8 maja 1842 w Meudon) – francuski podróżnik i badacz Oceanu Spokojnego i Antarktyki, oficer francuskiej marynarki wojennej.

## Życiorys
Pochodził ze zubożałej rodziny szlacheckiej. Gdy miał 7 lat zmarł jego ojciec, a edukacją chłopca pokierował wuj – ksiądz. Po zdobyciu wykształcenia ogólnego w liceum w Caen d’Urville zapisał się w 1807 r., po nieudanej próbie dostania się na studia w École polytechnique, do Akademii Marynarki w Tulonie, którą ukończył w roku 1810. Stopień porucznika otrzymał w dwa lata później służąc w Breście na okrętach „L’Aquilon”, „L’Amazone”, „Le Suffren”, „Le Borée” i „La Ville de Marseille”. Podczas studiów zajmował się także, z zamiłowania, botaniką i entomologią.

### Wenus z Milo
W roku 1819 udał się na pokładzie barku „La Chevrette” na Morze Śródziemne i Czarne z misją przeglądu i korekty map tych akwenów. Podczas ekspedycji, wykonując prośbę ambasadora francuskiego w Turcji markiza de Rivière, kupił w 1820 r. na wyspie Milos (staroż. Melos) na Morzu Egejskim, niedawno wykopany posąg greckiej bogini Afrodyty. Posąg został podarowany Ludwikowi XVIII i od 1821 r. jest wystawiony w Luwrze jako Wenus z Milo, a d’Urville został nagrodzony przez króla krzyżem Legii Honorowej.

### Pierwsze wyprawy
Mianowany kapitanem i zastępcą dowódcy fregaty „La Coquille”, Louisa-Isadore’a Duperreya wyruszył d’Urville w swą pierwszą podróż dookoła świata. Korzystając z tego, że okręt zatrzymywał się na Wyspach Gilberta, Karolinach i Falklandach, zebrał sporą kolekcję roślin i owadów, wielu do tej pory nieznanych nauce.
Po powrocie w roku 1825 do Tulonu d’Urville przedstawił dowództwu Marynarki plan dokładnego przebadania zachodniego Pacyfiku. Tym razem, obok zadań kartograficznych, lingwistycznych i botanicznych, wyprawa miała zająć się rozwiązaniem zagadki zaginięcia w roku 1788 dwuokrętowej wyprawy, którą dowodził znany francuski podróżnik Jean-François de Galaup markiz de La Pérouse. W kwietniu 1826 r. Dumont d’Urville wyruszył z Toulonu na pokładzie „La Coquille”, przemianowanej na „L’Astrolabe” na cześć jednego z okrętów La Pérouse’a. Pierwszym celem wyprawy było południowe i zachodnie wybrzeże Australii, gdzie sporządzono mapy wybrzeży i opisano Aborygenów. W okolicach dzisiejszego Sydney d’Urville spotkał brytyjskiego misjonarza Samuela Mardsena, który dostarczył mu informacji o Nowej Zelandii.
„L’Astrolabe” pożeglowała więc do Nowej Zelandii, gdzie skartowano okolice Cieśniny Cooka zbadano wiele endemicznych gatunków flory i fauny, a wśród nich ptaka kiwi. Stamtąd d’Urville udał się na Fidżi, gdzie skartował ponad 120 wysp. Po zwiedzeniu Wyspy Lojalności i Nowej Irlandii u wybrzeży Nowej Gwinei udał się do Hobart na Tasmanii, gdzie od brytyjskiego wielorybnika dowiedział się, że na wyspie Vanikoro w archipelagu Santa Cruz tubylcy są w posiadaniu licznych przedmiotów mogących należeć do wyprawy La Pérouse’a. Informacje te potwierdziły się, a członkowie załogi znaleźli na otaczających wyspę rafach resztki wraków obu zaginionych okrętów. Dumont d’Urville wzniósł na wyspie pomnik upamiętniający La Pérouse’a, po czym pożeglował na Guam, skąd w roku 1829 wrócił do Francji.
Mimo że wyprawa przyniosła wiele ciekawych informacji naukowych o zachodnich obszarach Pacyfiku, d’Urville nie został przyjęty do Akademii Francuskiej, czego oczekiwał.

### W Antarktyce

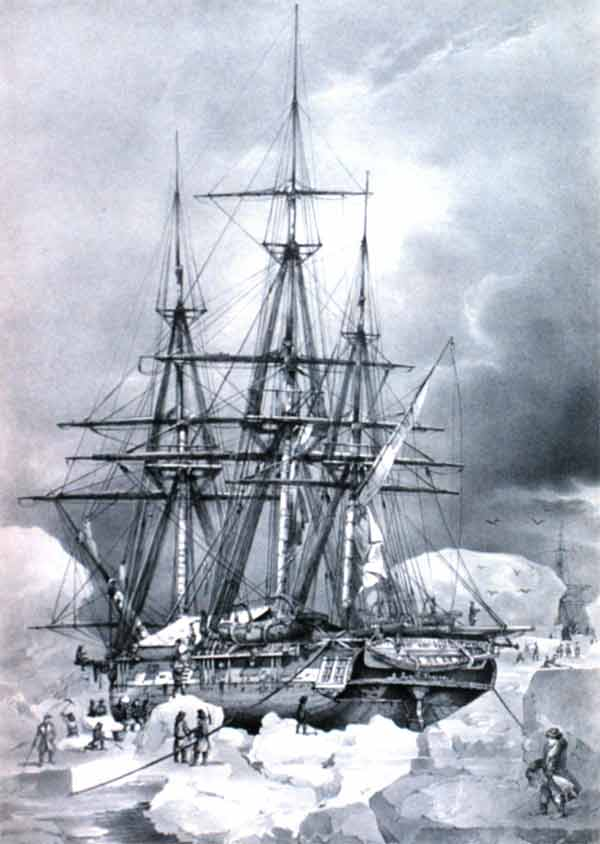
„L’Astrolabe” i „La Zélée” w lodach Antarktyki

W roku 1834 opublikował książkę „Malownicza podróż dookoła świata”, w której opisał wszystkie ważniejsze podróże wokół globu od czasów Magellana. Spory sukces tej książki przyniósł mu zasłużoną sławę i kolejne zadanie do wykonania. Tym razem miał pożeglować na południe, zbadać obszary antarktyczne i zlokalizować południowy biegun magnetyczny Ziemi.
W wyprawie, która wyruszyła z Tulonu we wrześniu 1837, wzięły udział dwa okręty – „L’Astrolabe” i fregata „La Zélée”. W czasie podróży okręty osiągnęły Ziemię Ognistą na najdalszym krańcu Ameryki Południowej, skąd ruszyły prosto na południe. W lutym 1838 r. obie jednostki zostały na 5 dni uwięzione w lodach na wysokości 63° szer. geogr. poł., co pozwoliło załodze dostrzec w oddali ląd, nazwany natychmiast Ziemią Ludwika-Filipa.
Wydostawszy się z lodów, d’Urville pożeglował na Orkady i Szetlandy Południowe, gdzie przeprowadzono badania meteorologiczne i pomiary temperatur głębi oceanicznych. Następnie pożeglował do Valparaiso w Chile, a stamtąd przez Tahiti, Tonga, Fidżi i liczne kolonie holenderskie w dzisiejszej Indonezji do Hobart na Tasmanii w grudniu 1839 r. Tam spotkał brytyjskiego wielorybnika, który przekazał mu wiele ważnych informacji o Antarktyce. Bogatszy o wiele informacji i uboższy o połowę członków załóg, na pokładzie samej tylko „L’Astrolabe” wyruszył na południe, przekroczył południowy krąg polarny i – na wysokości 73° szer. geogr. poł. – dostrzegł ląd nazwany przezeń Lądem Adeli (dzisiaj jest to Wybrzeże Adeli, fragment kontynentu antarktycznego). Ponadto zlokalizował ze znacznym przybliżeniem południowy biegun magnetyczny oraz widział z oddali amerykański statek badawczy (przypuszczalnie „Porpoise”) z wyprawy badawczej Charlesa Wilkesa. Spotkanie wywołało w swoim czasie wiele kontrowersji, bowiem Amerykanie nie dostrzegli Francuzów, aczkolwiek czas i okoliczności mogły potwierdzać wersję d’Urville’a, co mogłoby oznaczać, że Amerykanie i Europejczycy dotarli do lądu Antarktydy w tym samym czasie.

### Śmierć w katastrofie kolejowej
Po wykonaniu zleconych zadań Dumont d’Urville wrócił – przez Hobart i wokół Przylądka Dobrej Nadziei – w listopadzie roku 1840 do Francji. Wkrótce został awansowany do stopnia kontradmirała, odznaczony medalem Towarzystwa Geograficznego w Paryżu i zobowiązany do napisania sprawozdania z wyprawy antarktycznej. Praca ta, 9-tomowe dzieło pod nazwą „Wyprawa do Bieguna Południowego i Oceanii” (Voyage au Pôle Sud et dans l’Océanie, sur les corvettes „l’Astrolabe” et „la Zélée”) wydana została jednak pośmiertnie w latach 1843-1848, bowiem w maju 1842 roku Jules Dumont d’Urville zginął tragicznie (wraz z żoną i synem) w katastrofie kolejowej w Meudon.

## Upamiętnienie
Wniósł wielki wkład w badania Oceanii, którą jako pierwszy podzielił na Melanezję, Mikronezję i Polinezję oraz w badania wybrzeży Antarktydy. Na Wybrzeżu Adeli, gdzie zlokalizował południowy biegun magnetyczny, w roku 1950 powstała stała francuska stacja badawcza nazwana jego imieniem. Jego imię nosi też morze Dumont d’Urville’a, fragment Oceanu Indyjskiego oraz nowozelandzka wyspa.